# Władysław Picheta
Władysław Stanisław Picheta (ur. 14 lutego 1894, zm. 12 kwietnia 1973 w Londynie) – pułkownik dyplomowany artylerii Wojska Polskiego.

## Życiorys
Urodził się 14 lutego 1894. Ukończył szkołę realną.
W czasie I wojny światowej walczył w szeregach cesarsko-królewskiej Obrony Krajowej. Został mianowany na stopień chorążego rezerwy artylerii. W 1918 jego oddziałem macierzystym był pułk ciężkiej artylerii polowej nr 46.
Został przyjęty do Wojska Polskiego i w listopadzie 1918 uczestniczył w obronie Lwowa w trakcie wojny polsko-ukraińskiej. W 1920 brał udział w wojnie polsko-bolszewickiej. Został awansowany na stopień kapitana artylerii ze starszeństwem z dniem 1 czerwca 1919. W 1923, 1924 jako oficer nadetatowy 6 pułku artylerii ciężkiej ze Lwowa służył w we lwowskim Dowództwa Okręgu Korpusu Nr VI, w 1923 w Szefostwie Remontu. W styczniu 1925, po likwidacji Szefostwa Remontu, został przesunięty do Oddziału Ogólnego DOK VI na stanowisko referenta mobilizacji koni. W 1927 został słuchaczem Kursu 1927–1929 (VIII promocja) w Wyższe Szkole Wojennej w Warszawie. Został awansowany na stopień majora artylerii ze starszeństwem z dniem 1 stycznia 1929. W sierpniu 1929, po ukończeniu kursu i otrzymaniu dyplomu naukowego oficera dyplomowanego, został przydzielony do Oddziału IV Sztabu Głównego. 18 lutego 1931 został przesunięty z Oddziału IV SG do Szefostwa Komunikacji Wojskowych. 8 kwietnia tego roku został przydzielony na trzytygodniowy kurs informacyjny broni pancernych dla oficerów sztabowych i dyplomowanych w Centrum Wyszkolenia Broni Pancernych. W kwietniu 1932 został przeniesiony do 5 pułku artylerii ciężkiej w Krakowie na stanowisko dowódcy dywizjonu. W listopadzie 1935 został przydzielony do 5 Dywizji Piechoty we Lwowie na stanowisko szefa sztabu. Na stopień podpułkownika został awansowany ze starszeństwem z dniem 1 stycznia 1936 w korpusie oficerów artylerii. W drugiej połowie lat 30. był zastępcą dowódcy 19 pułku artylerii lekkiej w Nowej Wilejce. Przed 1939 działał społecznie, był m.in. członkiem 1 LKS Czarni Lwów.
W czasie kampanii wrześniowej 1939 pełnił służbę na stanowisku szefa kolejnictwa Armii „Warszawa” i wziął udział w obronie stolicy. Po kapitulacji załogi Warszawy dostał się do niemieckiej niewoli. Przebywał w Oflagu VII A Murnau. U kresu wojny pod koniec kwietnia 1945 odzyskał wolność.
Po wojnie pozostał na emigracji w Wielkiej Brytanii. Został awansowany na stopień pułkownika artylerii. Zmarł 12 kwietnia 1973 w Londynie.

## Ordery i odznaczenia
- Krzyż Walecznych (29 września 1939, „za czyny męstwa i odwagi wykazane w wojnie rozpoczętej 1 września 1939 roku”)[19]
- Złoty Krzyż Zasługi (18 marca 1932)[20]
- Medal Niepodległości (3 czerwca 1933)[21]